# Episema lineata
Episema lineata là một loài bướm đêm trong họ Noctuidae.